# Delta Andromedae
Delta Andromedae (δ And / 31 Andromedae) es un sistema estelar en la constelación de Andrómeda. Con magnitud aparente +3,28, es el cuarto más brillante de la misma después de Alpheratz (α Andromedae), Mirach (β Andromedae) y Alamak (γ Andromedae).
Ocasionalmente recibe el nombre de Sadiradra, Saderazra o Sadir Elazra, términos provenientes del árabe الصدر العذراء al-sadr al-adhra'a, cuyo significado es «el seno de la doncella».
Se encuentra a 101 años luz del sistema solar.
La estrella principal del sistema, Delta Andromedae A, es una gigante naranja de tipo espectral K3III y 4350 K de temperatura. Tiene una luminosidad 73 veces mayor que la luminosidad solar. La medida de su diámetro angular conduce a un radio 14 veces más grande que el radio solar, en concordancia con el valor obtenido a partir de su temperatura y luminosidad (15,1 radios solares). Puede tener una masa de 1,5 masas solares y una edad de 3000 millones de años, ya que no se conoce con exactitud en que fase evolutiva se encuentra; puede estar incrementando su brillo con un núcleo inerte de helio, o bien puede estar decayendo ligeramente su luminosidad al haber comenzado la fusión del helio en carbono y oxígeno. Parece estar rodeada por un disco circunestelar de escombros, que puede sugerir la presencia de un sistema planetario.
Visualmente existen dos tenues acompañantes a 31 y 38 segundos de arco de Delta Andromedae A. La primera de ellas, denominada Delta Andromedae C, es sólo una compañera óptica sin relación física con la gigante naranja; por el contrario, la otra estrella, denominada Delta Andromedae B, tiene magnitud +12,4 y se piensa que está gravitacionalmente ligada a Delta Andromedae A. De acuerdo a su brillo, debe ser una enana roja de tipo M3 separada al menos 900 UA de la estrella principal con un período orbital que excede los 20 000 años.
Por otra parte, la gigante naranja parece ser a su vez una binaria espectroscópica. La acompañante, de la que nada se sabe, completa una órbita cada 58 años. La separación media entre este par interior es de 19 UA, aunque la excentricidad de la órbita hace que ésta varíe entre 9 y 28 UA.